# Laura Baeza
Laura Baeza (Campeche, 1988) es una escritora y editora mexicana.

## Biografía
En 2012, Baeza publicó Margaritas en la boca, su primer libro de cuentos. En 2017, ganó el Premio Nacional de Cuento Breve Julio Torri con Ensayo de orquesta y el Premio Nacional de Narrativa Gerardo Cornejo con Época de cerezos.
En 2018, Baeza fue seleccionada por la Feria Internacional del Libro de Guadalajara como parte del programa «Al ruedo: ocho talentos mexicanos».
En 2021, publicó Niebla ardiente, su primera novela. Al año siguiente, fue finalista del Premio Internacional Ribera del Duero con su libro de relatos Una grieta en la noche.En 2024, publicó su segunda novela, El lugar de la herida.

## Publicaciones

### Cuentos
- Margaritas en la boca (2012)
- Ensayo de orquesta (2017)
- Época de cerezos (2019)
- Una grieta en la noche (2022)

### Novelas
- Niebla ardiente (2021)
- El lugar en la herida (2024)